# Електростанція Агіос Дімітріос
40°23′38″ пн. ш. 21°55′30″ сх. д. / 40.393757° пн. ш. 21.925106° сх. д.
Електростанція Агіос Дімітріос — електростанція, розташована поблизу Агіос Дімітріос, Козані, Греція, між містами Козані та селом Еліспонтос. Завод розташований за 140 км на захід від Салонік, найбільшого міста на півночі Греції.
Електростанція Агіос Дімітріос — найбільша з грецьких електростанцій із сукупною генеруючою потужність 1600 МВт з двох блоків потужністю 300 МВт (блоки I та II), двох блоків 310 МВт (блоки III та IV) та одного блоку потужністю 365 МВт (блок V). Електростанція має три димові труби заввишки 200 м. На заводі спалюють лігніт, який видобувають відкритим способом у Лігнітовому центрі Західної Македонії, який знаходиться в регіоні Птолемей-Амінтео — головному вугледобувному районі в Греції.
Станція належить Публічному електроенергетичному підприємству (грец. ΔΕΗ).

## Блок V
Блок V електростанції підключений до зовнішньої розподільної установки 400 кВ. Потужність блоку складає 350 МВт електричний. Окрім того, 70 МВт теплової енергії постачається для централізованого опалення.
У 1993 році ΔΕΗ уклало договір поставки та встановлення блоку V з консорціумом компаній:
- італійською Ansaldo GIE, лідером консорціуму, станом на 2008 рік — Ansaldo Energia — компанія Finmeccanica;
- австрійською Austrian Energy and Environment SGP/Waagner-Biro GmbH; та
- грецькою AEGEK.

Основними кроками виконання договору були:
- завершення градирні — листопад 1995 року

- початкова електрифікація 6 кВ — серпень 1996 року

- перший запуск котла — лютий 1997 року

- перша синхронізація блоку — травень 1997 року

- офіційне відкриття — жовтень 1997 року

- комерційна експлуатація — грудень 1997 року

У травні 1995 року землетрус потужністю 6,6 МВт сколихнув територію з максимальною інтенсивністю Меркаллі у VIII, що вплинуло на хід робіт. У регіоні було поранено двадцять п'ять тисяч людей, а завдані збитки оцінили у 450 мільйонів доларів.

### Управління контрактами та проектами
Контракт підписали 31 березня 1993 року:
- Т. Ксантопулос, генеральний директор ΔΕΗ,
- Вінченцо Вадакка Ансальдо, керуючий директор GIE,
- Хайнц Заунширм та Гельмут Палцер, директори AE & E./Waagner-Biro, та
- Джон Тріадафіллу, керуючий директор AEGEK.

Для реалізації договору управління проектом забезпечувала проектна команда в складі:
- Роберто Пісані на посаді директора проекту, призначеного керівником консорціуму Ансальдо GIE, та
- Клаусом Цінком та Костасом Латсенере керівниками проектів, призначеними AE & E. та AEGEK відповідно.

На заводі Сальваторе Брозас та Джорджіо Сімончін були призначені керівником консорціуму керівниками майданчиків і керівниками запуску, які співпрацювали з С. Спаніоласом, керівником будівництва блоку V від ΔΕΗ. Діяльність проекту підтримували Вінченцо Гаяскі, Константінос Метаксас та Костянтинос Керамідас в офісі консорціуму в Афінах під керівництвом Джорджіо Маццоні. Ансалдо GIE як лідер консорціуму також забезпечувала інженера-архітектора заводу, поклавши цей обов'язок на Роберто Масі як інженера проекту.
18 жовтня 1997 року блок був офіційно відкритий у присутності прем'єрміністра Греції Сімітіса, посла Італії в Греції Енріко Pietromarchi, італійського консула в Салоніках Фабріціо Пігнателлі, а також членів грецького парламенту та представників місцевих органів влади.

### Обсяг поставки
Предметом договору між ΔΕΗ та консорціумом було проектування, інжиніринг, виробництво, постачання, транспортування, встановлення, випробування, прийняття в експлуатацію та постачання однієї парової електричної установки на бурому вугіллі потужністю 350 МВт електроенергії та ще 70 МВт теплової енергії на заводі Агіос Дімітріос, включаючи проектування, інжиніринг, будівництво та нагляд за роботами.
Проект включав наступне основне обладнання, системи та роботи:
- одна паротурбінна установка з системою конденсації та системою опалення живильної води (Ansaldo GIE),
- один парогенератор (котел) на лігніті (AE та E.),
- основні та допоміжні силові трансформатори (Ansaldo GIE),
- будівельні роботи (AEGEK),
- ротори FD та ID (Ansaldo GIE),
- електростатичні фільтри (AE та E.),
- система поводження з попелом (AE та E. / EWB Ltd.),
- система поводження з лігнітом (AE та E.),
- кондиціонер центрального опалення (AEGEK),
- система виявлення пожежі (Ansaldo GIE),
- переробка стічних вод (AEGEK),
- зберігання води Demi (AEGEK),
- електричне обладнання (Ansaldo GIE / AE та E.),
- I&C (Ansaldo GIE / AE та E.),
- центральна теплова установка (Ansaldo GIE).

Такі грецькі компанії як ASPATE SA, Mekasol, METKA та Rodax брали участь у будівництві блоку як субпідрядники трьох членів консорціуму.

## Навколишнє середовище

### Дані про викиди
| 2008                            | 2009       | 2010       | 2011       | 2012       | 2013       | 2014       |
| ------------------------------- | ---------- | ---------- | ---------- | ---------- | ---------- | ---------- |
| 11 803 191                      | 12 919 320 | 14 292 671 | 14 228 640 | 14 732 181 | 13 105 386 | 11 810 688 |
| Дані: Європейська Комісія, 2015 |            |            |            |            |            |            |